# .lc
.lc ist die länderspezifische Top-Level-Domain (ccTLD) von St. Lucia. Sie wurde am 3. September 1991eingeführt und wird von der Universität von Puerto Rico verwaltet.

## Eigenschaften
Domains müssen zwischen ein und 63 Zeichen lang sein und können sowohl auf zweiter als auch dritter Ebene angemeldet werden. Es stehen zahlreiche themenspezifische Second-Level-Domains zur Wahl, beispielsweise .com.lc für Unternehmen und .org.lc für andere Organisationen sowie .net.lc für Internet Service Provider.

## Weblink
- Website der Vergabestelle